# Coupe du monde de rugby à XV 1995
Navigation
Coupe du monde 1991 Coupe du monde 1999
La Coupe du monde de rugby à XV 1995 (troisième édition) est une compétition sportive qui s'est déroulée en Afrique du Sud du 25 mai au 24 juin 1995. 
En finale, l'équipe des Springboks d'Afrique du Sud bat celle de Nouvelle-Zélande (les fameux All Blacks) par 15 à 12 dans un match à prolongation mais sans essai.
Les Springboks, très longtemps l'un des symboles de l'apartheid, gagnent à domicile devant le président Nelson Mandela, avec son soutien. Il s'agit de la première participation de l'Afrique du Sud à une Coupe du monde après sa réadmission dans le rugby international en 1992. Il s'agit aussi de la première Coupe du monde de rugby à XV où les essais valent cinq points,. L'image du président Mandela, portant un maillot des Springboks, tendant la coupe à Francois Pienaar, est devenue emblématique. La Coupe du monde de rugby 1995 et la naissance du mythe de la Nation arc-en-ciel, au travers de cette image, sont les sujets du film de Clint Eastwood, Invictus sorti en 2009.
L'édition est aussi marquée par une tragédie, celle du joueur ivoirien Max Brito, devenu tétraplégique à la suite du match contre les Tonga.

## Villes et infrastructures retenues pour la phase finale
La Coupe du monde de rugby à XV 1995 est la première à être organisée par un seul pays. Au total, neuf stades sont utilisés lors de la compétition et la majorité d'entre eux sont rénovés pour l'occasion. La poule A se joue au Cap, Port Elizabeth et Stellenbosch ; la B à Durban et East London ; la C à Johannesbourg et Bloemfontein, enfin la D à Pretoria et Rustenburg. Les quatre plus grands stades sont utilisés pour les phases finales. La finale se joue à l'Ellis Park de Johannesbourg.
Il est prévu à l'origine que des matchs se jouent à Brakpan, Germiston, Pietermaritzburg et Witbank, mais les organisateurs invoquent en janvier 1994, les facilités de déplacement de la presse et des spectateurs ainsi que des raisons de sécurité pour expliquer leur renoncement. D'autres changements ont lieu en avril, afin que les matchs joués le soir le soient dans des stades bien éclairés. 

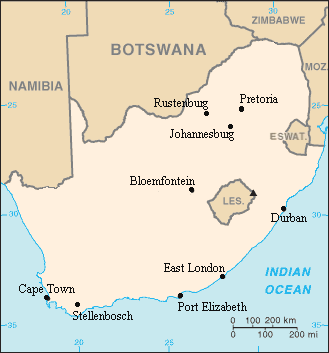
Sites de la Coupe du monde 1995.

| Ville          | Stade                | Capacité |
| -------------- | -------------------- | -------- |
| Johannesbourg  | Ellis Park           | 60 000   |
| Durban         | Kings Park Stadium   | 55 000   |
| Pretoria       | Loftus Versfeld      | 50 000   |
| Le Cap         | Newlands             | 50 000   |
| Bloemfontein   | Free State Stadium   | 48 000   |
| Port Elizabeth | EPRFU Stadium        | 34 000   |
| Rustenburg     | Olympia Park         | 30 000   |
| East London    | Basil Kenyon Stadium | 16 000   |
| Stellenbosch   | Danie Craven Stadium | 16 000   |

## Acteurs de la Coupe du monde

### Équipes qualifiées pour la phase finale
Les huit quart de finalistes de la Coupe du monde 1991, à savoir la France, l'Angleterre, l'Écosse, les Îles Samoa occidentales, l'Irlande, l'Australie, le Canada et la Nouvelle-Zélande sont qualifiés d'office. L'Afrique du Sud, nation organisatrice, est aussi assurée de participer pour la première fois de son histoire. Les sept dernières équipes sont sélectionnées parmi 45 candidates lors de tournois qualificatifs régionaux. Pour l'Afrique, celle de Côte d'Ivoire se qualifie ; pour l'Asie, celle du Japon ; pour les Amériques, celle d'Argentine ; pour l'Océanie, celle des Îles Tonga ; enfin, pour l'Europe, l'Italie, la Roumanie et le pays de Galles sont retenus.
| Afrique                                                                     | Amérique                                                 | Asie                    | Europe | Océanie |
| --------------------------------------------------------------------------- | -------------------------------------------------------- | ----------------------- | --- | --- |
| - Afrique du Sud (hôte, qualifiée d'office) - Côte d'Ivoire (qualification) | - Argentine (qualification) - Canada (qualifié d'office) | - Japon (qualification) | - Angleterre (qualifié d'office) - France (qualifié d'office) - Irlande (qualifié d'office) - Italie (qualification) - Roumanie (qualification) - Écosse (qualifié d'office) - Pays de Galles (qualification) | - Australie (qualifié d'office) - Nouvelle-Zélande (qualifié d'office) - Tonga (qualification) - Samoa occidentales (qualifié d'office) |

## Déroulement de la phase finale
Seize équipes participent à la phase finale, pour un total de trente-deux matchs joués. La compétition commence le 25 mai, où l'équipe sud-africaine gagne contre l'Australie 27 à 18 à Newlands et se finit le 24 juin par la finale entre les Springboks et les All Blacks à Ellis Park. Chaque poule est composée de quatre équipes, deux qualifiées d'office et deux autres passées par les qualifications. Le premier d'une poule affronte le second d'une autre poule en quart de finale.

### Phase de poules
Une victoire rapporte 3 points, un nul 2 points et une défaite 1 point (un forfait étant sanctionné de 0 point).

#### Poule A
| Équipe         | J | V | N | D | PP | PC | Pts |
| -------------- | - | - | - | - | -- | -- | --- |
| Afrique du Sud | 3 | 3 | 0 | 0 | 68 | 26 | 9   |
| Australie      | 3 | 2 | 0 | 1 | 87 | 41 | 7   |
| Canada         | 3 | 1 | 0 | 2 | 45 | 50 | 5   |
| Roumanie       | 3 | 0 | 0 | 3 | 14 | 97 | 3   |

| 25 mai 1995 | Afrique du Sud | 27 – 18 14-13 | Australie                                                                                              | Newlands Le Cap 44 778 spectateurs Arbitre : Derek Bevan |
| 25 mai 1995 | Essai(s) : 2 Hendriks 37e ; Stransky 63e Transformation(s) : 1/2 Stransky 64e Pénalité(s) : 4 Stransky 5e, 21e, 29e, 44e Drop(s) : Stransky 48e |               | Essai(s) : 2 Lynagh 32e ; Kearns 77e Transformation(s) : 1/2 Lynagh 33e Pénalité(s) : 2 Lynagh 3e, 17e | Newlands Le Cap 44 778 spectateurs Arbitre : Derek Bevan |
| 25 mai 1995 | |               | | Newlands Le Cap 44 778 spectateurs Arbitre : Derek Bevan |

| 26 mai 1995 | Canada | 34 – 3 11-3 | Roumanie                   | Boet Erasmus Stadium Port Elizabeth 8 000 spectateurs Arbitre : Colin Hawke |
| 26 mai 1995 | Essai(s) : 3 Rod Snow 21e Alan Charron 60e ; McKenzie 75e Transformation(s) : 2/3 Rees 61e, 76e Pénalité(s) : 4 Rees 28e, 40e+2, 49e, 66e Drop(s) : Rees 52e |             | Pénalité(s) : Nichtean 38e | Boet Erasmus Stadium Port Elizabeth 8 000 spectateurs Arbitre : Colin Hawke |
| 26 mai 1995 | |             |                            | Boet Erasmus Stadium Port Elizabeth 8 000 spectateurs Arbitre : Colin Hawke |

| 30 mai 1995 | Afrique du Sud                                                                                             | 21 – 8 8-0 | Roumanie                                            | Newlands Le Cap 45 000 spectateurs Arbitre : Ken McCartney |
| 30 mai 1995 | Essai(s) : 2 Richter 10e, 55e Transformation(s) : 1/2 G Johnson 55e Pénalité(s) : 3 G Johnson 6e, 45e, 59e |            | Essai(s) : Guranescu 77e Pénalité(s) : Ivanciuc 53e | Newlands Le Cap 45 000 spectateurs Arbitre : Ken McCartney |
| 30 mai 1995 | |            |                                                     | Newlands Le Cap 45 000 spectateurs Arbitre : Ken McCartney |

| 31 mai 1995 | Australie | 27 – 11 20-6 | Canada                                               | EPRFU Stadium Port Elizabeth 16 000 spectateurs Arbitre : Patrick Robin |
| 31 mai 1995 | Essai(s) : 3 Tamanivalu 8e ; Roff 11e ; Lynagh 56e Transformation(s) : 3/3 Lynagh Pénalité(s) : Lynagh 6e, 35e |              | Essai(s) : Charron 78e Pénalité(s) : 2 Rees 14e, 31e | EPRFU Stadium Port Elizabeth 16 000 spectateurs Arbitre : Patrick Robin |
| 31 mai 1995 | |              |                                                      | EPRFU Stadium Port Elizabeth 16 000 spectateurs Arbitre : Patrick Robin |

| 3 juin 1995 | Australie | 42 – 3 14-3 | Roumanie                  | Danie Craven Stadium Stellenbosch 15 542 spectateurs Arbitre : Naiko Saito |
| 3 juin 1995 | Essai(s) : 6 Foley 11e ; Roff 37e, 61e Burke 66e ; D Smith 72e ; DJ Wilson 82e Transformation(s) : 6/6 M Burke 11e, 37e ; Eales |             | Pénalité(s) : Ivanciuc 7e | Danie Craven Stadium Stellenbosch 15 542 spectateurs Arbitre : Naiko Saito |
| 3 juin 1995 | |             |                           | Danie Craven Stadium Stellenbosch 15 542 spectateurs Arbitre : Naiko Saito |

| 3 juin 1995 | Afrique du Sud                                                                                 | 20 – 0 17-0 | Canada | Boet Erasmus Stadium Port Elizabeth 31 000 spectateurs Arbitre : David McHugh |
| 3 juin 1995 | Essai(s) : 2 Richter 27e, 34e Transformation(s) : 2/2 Stransky Pénalité(s) : Stransky 18e, 49e |             |        | Boet Erasmus Stadium Port Elizabeth 31 000 spectateurs Arbitre : David McHugh |
| 3 juin 1995 |                                                                                                |             |        | Boet Erasmus Stadium Port Elizabeth 31 000 spectateurs Arbitre : David McHugh |

#### Poule B
| Équipe             | MJ | V | N | D | PP | PC | Pts |
| ------------------ | -- | - | - | - | -- | -- | --- |
| Angleterre         | 3  | 3 | 0 | 0 | 95 | 60 | 9   |
| Samoa occidentales | 3  | 2 | 0 | 1 | 96 | 88 | 7   |
| Italie             | 3  | 1 | 0 | 2 | 69 | 94 | 5   |
| Argentine          | 3  | 0 | 0 | 3 | 69 | 87 | 3   |

| 27 mai 1995 | Italie | 18 – 42 11-12 | Samoa occidentales | Basil Kenyon Stadium East London 7 868 spectateurs Arbitre : Joël Dumé |
| 27 mai 1995 | Essai(s) : Cuttitta 38e, Vaccari 66e Transformation(s) : 1/2 Dominguez 67e Pénalité(s) : Dominguez 15e Drop(s) : Dominguez 7e |               | Essai(s) : 6 Lima 12e, 47e ; Harder 16e, 80e Tatupu 54e ; Kellett 78e Transformation(s) : 3/6 Kellett 13e, 55e, 79e Pénalité(s) : Kellett 62e, 76e | Basil Kenyon Stadium East London 7 868 spectateurs Arbitre : Joël Dumé |
| 27 mai 1995 | |               | | Basil Kenyon Stadium East London 7 868 spectateurs Arbitre : Joël Dumé |

| 27 mai 1995 | Argentine                                                                                            | 18 – 24 0-12 | Angleterre                                                                     | Kings Park Stadium Durban 35 000 spectateurs Arbitre : Jim Fleming |
| 27 mai 1995 | Essai(s) : Noriega 64e Arbizu 78e Transformation(s) : (1/2) Arbizu 64e Pénalité(s) : Arbizu 44e, 65e |              | Pénalité(s) : (6) Andrew 4e, 16e, 29e, 36e, 50e, 74e Drop(s) : Andrew 43e, 64e | Kings Park Stadium Durban 35 000 spectateurs Arbitre : Jim Fleming |
| 27 mai 1995 | |              |                                                                                | Kings Park Stadium Durban 35 000 spectateurs Arbitre : Jim Fleming |

| 30 mai 1995 | Argentine | 26 – 32 16-10 | Samoa occidentales | Basil Kenyon Stadium East London 7 950 spectateurs Arbitre : David Bishop |
| 30 mai 1995 | Essai(s) : de pénalité 8e Crexell 44e Transformation(s) : (2/2) Cilley Pénalité(s) : (4) Cilley 15e, 21e, 27e, 58e |               | Essai(s) : Harder 10e, Leaupepe 75e, Lam 78e Transformation(s) : (1/3) Kellett 11e Pénalité(s) : (5) Kellett 17e, 47e, 63e, 66e, 73e | Basil Kenyon Stadium East London 7 950 spectateurs Arbitre : David Bishop |
| 30 mai 1995 | |               | | Basil Kenyon Stadium East London 7 950 spectateurs Arbitre : David Bishop |

| 31 mai 1995 | Angleterre | 27 – 20 16-10 | Italie | Kings Park Stadium Durban 45 093 spectateurs Arbitre : Stephen Hilditch |
| 31 mai 1995 | Essai(s) : T Underwood 8e, R Underwood 49e Transformation(s) : (1/2) Rob Andrew 8e Pénalité(s) : (5) Andrew 14e, 33e, 38e, 57e, 63e |               | Essai(s) : Vaccari 40e, Cuttitta 80e Transformation(s) : (2/2) Dominguez (2) Pénalité(s) : Dominguez 18e, 72e | Kings Park Stadium Durban 45 093 spectateurs Arbitre : Stephen Hilditch |
| 31 mai 1995 | |               | | Kings Park Stadium Durban 45 093 spectateurs Arbitre : Stephen Hilditch |

| 4 juin 1995 | Argentine | 25 – 31 12-12 | Italie | Basil Kenyon Stadium East London 7 571 spectateurs Arbitre : Clayton Thomas |
| 4 juin 1995 | Essai(s) : (4) Martín 10e, de pénalité 35e Corral 69e, Cilley 74e Transformation(s) : (1/4) Cilley 36e Pénalité(s) : Cilley 65e, 74e |               | Essai(s) : (3) Vaccari 51e, Gerosa 54e, Dominguez 77e Transformation(s) : (2/3) Dominguez 52e, 77e Pénalité(s) : (4) Dominguez 2e, 8e, 31e, 39e | Basil Kenyon Stadium East London 7 571 spectateurs Arbitre : Clayton Thomas |
| 4 juin 1995 | |               | | Basil Kenyon Stadium East London 7 571 spectateurs Arbitre : Clayton Thomas |

| 4 juin 1995 | Angleterre | 44 – 22 21-0 | Samoa occidentales                                                                                                 | Kings Park Stadium Durban 35 000 spectateurs Arbitre : Patrick Robin |
| 4 juin 1995 | Essai(s) : Back 1re, 61e ; R Underwood 36e ; de pénalité 69e Transformation(s) : (3/4) Callard 36e, 61e, 69e Pénalité(s) : (5) Callard 14e, 40e, 48e, 66e, 77e Drop(s) : Catt 23e |              | Essai(s) : Sini 46e, 53e, M Umaga 81e Transformation(s) : (2/3) : Fa'amasino 46e, 53e Pénalité(s) : Fa'amasino 41e | Kings Park Stadium Durban 35 000 spectateurs Arbitre : Patrick Robin |
| 4 juin 1995 | |              | | Kings Park Stadium Durban 35 000 spectateurs Arbitre : Patrick Robin |

#### Poule C
| Équipe           | MJ | V | N | D | PP  | PC  | Pts |
| ---------------- | -- | - | - | - | --- | --- | --- |
| Nouvelle-Zélande | 3  | 3 | 0 | 0 | 222 | 45  | 9   |
| Irlande          | 3  | 2 | 0 | 1 | 93  | 94  | 7   |
| Pays de Galles   | 3  | 1 | 0 | 2 | 89  | 68  | 5   |
| Japon            | 3  | 0 | 0 | 3 | 55  | 252 | 3   |

| 27 mai 1995 | Japon                   | 10 - 57 0-36 | Pays de Galles | Free State Stadium Bloemfontein 15 000 spectateurs Arbitre : Efrahim Sklar |
| 27 mai 1995 | Essai(s) : Oto 61e, 83e |              | Essai(s) : 7 Moore 26e ; I Evans 28e, 39e G Thomas 40e+ 2, 45e, 73e ; H Taylor 76e Transformation(s) : 5/7 N Jenkins 26e, 28e, 45e, 73e, 76e Pénalité(s) : 4 N Jenkins 3e, 9e, 22e, 35e | Free State Stadium Bloemfontein 15 000 spectateurs Arbitre : Efrahim Sklar |
| 27 mai 1995 |                         |              | | Free State Stadium Bloemfontein 15 000 spectateurs Arbitre : Efrahim Sklar |

| 27 mai 1995 | Irlande                                                                                   | 19 - 43 12-20 | Nouvelle-Zélande | Ellis Park Johannesburg 38 000 spectateurs Arbitre : Wayne Erickson |
| 27 mai 1995 | Essai(s) : 3 Halpin 7e ; McBride 39e ; Corkery 76e Transformation(s) : 2/3 Elwood 8e, 75e |               | Essai(s) : 5 Lomu 31e, 42e ; Bunce 32e Kronfeld 68e ; Osborne 80e Transformation(s) : 3/5 Mehrtens Pénalité(s) : 4 Mehrtens 10e, 16e, 49e, 72e | Ellis Park Johannesburg 38 000 spectateurs Arbitre : Wayne Erickson |
| 27 mai 1995 |                                                                                           |               | | Ellis Park Johannesburg 38 000 spectateurs Arbitre : Wayne Erickson |

| 31 mai 1995 | Irlande | 50 – 28 19-14 | Japon                                                                                             | Free State Stadium Bloemfontein 15 000 spectateurs Arbitre : Stef Neethling |
| 31 mai 1995 | Essai(s) : 7 Corkery 11e ; Francis 19e ; Geoghegan 25e de pénalité 42e, 64e ; Halvey 67e ; Hogan 77e Transformation(s) : 6/7 P Burke 11e, 19e, 42e, 64e, 67e, 77e Pénalité(s) : P Burke 76e |               | Essai(s) : 4 Latu 35e ; Izawa-Nakamura 38e Hirao 60e ; Takura 72e Transformation(s) : 4/4 Yoshida | Free State Stadium Bloemfontein 15 000 spectateurs Arbitre : Stef Neethling |
| 31 mai 1995 | |               |                                                                                                   | Free State Stadium Bloemfontein 15 000 spectateurs Arbitre : Stef Neethling |

| 31 mai 1995 | Nouvelle-Zélande | 34 – 9 (20-6) | Pays de Galles                                          | Ellis Park, Johannesburg 45 000 spectateurs Arbitre : Ed Morrison |
| 31 mai 1995 | Essai(s) : 3 W Little 19e ; M Ellis 36e ; Kronfeld 71e Transformation(s) : 2/3 Mehrtens 20e, 37e Pénalité(s) : 4 Mehrtens 13e, 33e, 44e, 50e Drop(s) : Mehrtens 64e |               | Pénalité(s) : N Jenkins 40e, 55e Drop(s) : N Jenkins 7e | Ellis Park, Johannesburg 45 000 spectateurs Arbitre : Ed Morrison |
| 31 mai 1995 | |               |                                                         | Ellis Park, Johannesburg 45 000 spectateurs Arbitre : Ed Morrison |

| 4 juin 1995 | Japon                                                                                  | 17 - 145 3-84 | Nouvelle-Zélande | Free State Stadium Bloemfontein 25 000 spectateurs Arbitre : George Gadjovic |
| 4 juin 1995 | Essai(s) : 2 Kajihara 47e, 65e Transformation(s) : 2/2 Hirose Pénalité(s) : Hirose 36e |               | Essai(s) : 21 Rush 2e, 38e, 74e ; Loe 6e M Ellis 9e, 12e, 33e, 43e, 68e, 71e R Brooke 15e, 58e ; Osborne 20e, 42e Ieremia 23e ; Culhane 27e ; Wilson 30e, 36e, 76e Dowd 50e ; Henderson 79e Transformation(s) : 20/21 Culhane 3e, 7e, 10e, 13e, 16e, 20e, 23e 28e, 30e, 33e, 36e, 38e, 43e, 50e 58e, 68e, 71e, 74e, 76e, 79e | Free State Stadium Bloemfontein 25 000 spectateurs Arbitre : George Gadjovic |
| 4 juin 1995 |                                                                                        |               | | Free State Stadium Bloemfontein 25 000 spectateurs Arbitre : George Gadjovic |

| 4 juin 1995 | Irlande | 24 – 23 14-3 | Pays de Galles | Ellis Park Johannesburg 40 000 spectateurs Arbitre : Ian Rogers |
| 4 juin 1995 | Essai(s) : 3 Popplewell 5e ; McBride 13e ; Halvey 69e Transformation(s) : 3/3 Elwood Pénalité(s) : Elwood 77e |              | Essai(s) : 2 Humphreys 72e ; H Taylor 80e Transformation(s) : 2/2 N Jenkins Pénalité(s) : N Jenkins 28e, 50e Drop(s) : N Jenkins 42e | Ellis Park Johannesburg 40 000 spectateurs Arbitre : Ian Rogers |
| 4 juin 1995 | |              | | Ellis Park Johannesburg 40 000 spectateurs Arbitre : Ian Rogers |

#### Poule D
| Équipe        | MJ | V | N | D | PP  | PC  | Pts |
| ------------- | -- | - | - | - | --- | --- | --- |
| France        | 3  | 3 | 0 | 0 | 114 | 47  | 9   |
| Écosse        | 3  | 2 | 0 | 1 | 149 | 27  | 7   |
| Tonga         | 3  | 1 | 0 | 2 | 44  | 90  | 5   |
| Côte d'Ivoire | 3  | 0 | 0 | 3 | 29  | 172 | 3   |

| 26 mai 1995 | Côte d'Ivoire | 0 - 89 0-34 | Écosse | Olympia Park Rustenburg 20 000 spectateurs Arbitre : Felise Vito |
| 26 mai 1995 |               | Essai(s) : 13 G Hastings 9e, 29e, 35e, 74e, Walton 37e, 69e Logan 47e, 55e, Chalmers 49e ; Stanger 59e Burnell 62e ; Wright 72e ; Shiel 81e Transformation(s) : 9/13 G Hastings 9e, 29e, 35e, 37e 47e, 49e, 62e, 69e, 81e Pénalité(s) : G Hastings 11e, 22e |        | Olympia Park Rustenburg 20 000 spectateurs Arbitre : Felise Vito |
| 26 mai 1995 |               | |        | Olympia Park Rustenburg 20 000 spectateurs Arbitre : Felise Vito |

| 26 mai 1995 | France | 38 – 10 6-0 | Tonga                                                                             | Loftus Versfeld Pretoria 22 000 spectateurs Arbitre : Steve Lander |
| 26 mai 1995 | Essai(s) : 4 Lacroix 65e, 79e ; Hueber 71e ; P Saint-André 75e Transformation(s) : 3/4 Lacroix 71e, 75e, 79e Pénalité(s) : 3 Lacroix 34e, 44e, 64e Drop(s) : Delaigue 13e |             | Essai(s) : Va'enuku 80e Transformation(s) : Tuipulotu Pénalité(s) : Tuipulotu 52e | Loftus Versfeld Pretoria 22 000 spectateurs Arbitre : Steve Lander |
| 26 mai 1995 | |             |                                                                                   | Loftus Versfeld Pretoria 22 000 spectateurs Arbitre : Steve Lander |

| 30 mai 1995 | France | 54 – 18 28-3 | Côte d'Ivoire                                                                                                | Olympia Park Rustenburg 10 000 spectateurs Arbitre : Moon Soo Han |
| 30 mai 1995 | Essai(s) : 8 Lacroix 2e, 69e ; Benazzi 25e Accoceberry 33e, Viars 40e + 7 Techoueyres 42e ; Costes 60e ; P Saint-André 72e Transformation(s) : 4/8 Lacroix 26e, 61e ; Deylaud 43e, 70e Pénalité(s) : Lacroix 8e, 17e |              | Essai(s) : 2 A Camara 65e ; Soulama 76e Transformation(s) : 1/2 Kouassi 66e Pénalité(s) : 2 Kouassi 38e, 49e | Olympia Park Rustenburg 10 000 spectateurs Arbitre : Moon Soo Han |
| 30 mai 1995 | |              | | Olympia Park Rustenburg 10 000 spectateurs Arbitre : Moon Soo Han |

| 30 mai 1995 | Écosse | 41 – 5 18-5 | Tonga                    | Loftus Versfeld Pretoria 21 000 spectateurs Arbitre : Barry Leask |
| 30 mai 1995 | Essai(s) : 3 Peters 61e ; G Hastings 70e ; S Hastings 77e Transformation(s) : 1/3 G Hastings 78e Pénalité(s) : 8 G Hastings 1re, 7e, 10e, 19e, 32e, 39e, 44e, 57e |             | Essai(s) : Fenukitau 14e | Loftus Versfeld Pretoria 21 000 spectateurs Arbitre : Barry Leask |
| 30 mai 1995 | |             |                          | Loftus Versfeld Pretoria 21 000 spectateurs Arbitre : Barry Leask |

| 3 juin 1995 | Côte d'Ivoire                               | 11 - 29 0-24 | Tonga | Olympia Park Rustenburg 15 000 spectateurs Arbitre : Don Reordan |
| 3 juin 1995 | Essai(s) : Okou 74e Drop(s) : Dali 48e, 53e |              | Essai(s) : 4 de pénalité 22e ; Latukefu 27e ; Otai 33e ; Tuipulotu 54e Transformation(s) : 3/4 Tuipulotu 22e, 27e, 33e Pénalité(s) : Tuipulotu 12e | Olympia Park Rustenburg 15 000 spectateurs Arbitre : Don Reordan |
| 3 juin 1995 |                                             |              | | Olympia Park Rustenburg 15 000 spectateurs Arbitre : Don Reordan |

| 3 juin 1995 | France                                                                                             | 22 - 19 3-13 | Écosse                                                                                                 | Loftus Versfeld Pretoria 39 000 spectateurs Arbitre : Wayne Erikson |
| 3 juin 1995 | Essai(s) : Ntamack 80e Transformation(s) : Lacroix Pénalité(s) : 5 Lacroix 37e, 52e, 56e, 67e, 78e |              | Essai(s) : Wainwright 40e Transformation(s) : G Hastings Pénalité(s) : 4 G Hastings 34e, 38e, 60e, 68e | Loftus Versfeld Pretoria 39 000 spectateurs Arbitre : Wayne Erikson |
| 3 juin 1995 | |              | | Loftus Versfeld Pretoria 39 000 spectateurs Arbitre : Wayne Erikson |

### Phase à élimination directe
|  | Quarts de finale                           | Quarts de finale                           |                                            |                                            | Demi-finales                        | Demi-finales                        |    |  | Finale                                    | Finale                                    |
|  | Quarts de finale                           | Quarts de finale                           |                                            |                                            | Demi-finales                        | Demi-finales                        |    |  | Finale                                    | Finale                                    |
|  |                                            |                                            |                                            |                                            |                                     |                                     |    |  |                                           |                                           |
|  | 10 juin, Durban, Kings Park Stadium        | 10 juin, Durban, Kings Park Stadium        |                                            |                                            | 17 juin, Durban, Kings Park Stadium | 17 juin, Durban, Kings Park Stadium |    |  | 24 juin, Johannesburg, Ellis Park Stadium | 24 juin, Johannesburg, Ellis Park Stadium |
|  | 10 juin, Durban, Kings Park Stadium        | 10 juin, Durban, Kings Park Stadium        |                                            |                                            | 17 juin, Durban, Kings Park Stadium | 17 juin, Durban, Kings Park Stadium |    |  | 24 juin, Johannesburg, Ellis Park Stadium | 24 juin, Johannesburg, Ellis Park Stadium |
|  | France                                     | 36                                         |                                            |                                            | 17 juin, Durban, Kings Park Stadium | 17 juin, Durban, Kings Park Stadium |    |  | 24 juin, Johannesburg, Ellis Park Stadium | 24 juin, Johannesburg, Ellis Park Stadium |
|  | France                                     | 36                                         |                                            |                                            | 17 juin, Durban, Kings Park Stadium | 17 juin, Durban, Kings Park Stadium |    |  | 24 juin, Johannesburg, Ellis Park Stadium | 24 juin, Johannesburg, Ellis Park Stadium |
|  | Irlande                                    | 12                                         |                                            |                                            | 17 juin, Durban, Kings Park Stadium | 17 juin, Durban, Kings Park Stadium |    |  | 24 juin, Johannesburg, Ellis Park Stadium | 24 juin, Johannesburg, Ellis Park Stadium |
|  | Irlande                                    | 12                                         | Afrique du Sud                             | 19                                         |                                     |                                     |    |  | 24 juin, Johannesburg, Ellis Park Stadium | 24 juin, Johannesburg, Ellis Park Stadium |
|  | 10 juin, Johannesburg, Ellis Park Stadium  |                                            | Afrique du Sud                             | 19                                         |                                     |                                     |    |  | 24 juin, Johannesburg, Ellis Park Stadium | 24 juin, Johannesburg, Ellis Park Stadium |
|  |                                            | France                                     | 15                                         |                                            |                                     |                                     |    |  | 24 juin, Johannesburg, Ellis Park Stadium | 24 juin, Johannesburg, Ellis Park Stadium |
|  | Afrique du Sud                             | France                                     | 15                                         | 42                                         |                                     |                                     |    |  | 24 juin, Johannesburg, Ellis Park Stadium | 24 juin, Johannesburg, Ellis Park Stadium |
|  | Afrique du Sud                             |                                            |                                            | 42                                         |                                     |                                     |    |  | 24 juin, Johannesburg, Ellis Park Stadium | 24 juin, Johannesburg, Ellis Park Stadium |
|  | Samoa occidentales                         | 14                                         |                                            |                                            |                                     |                                     |    |  | 24 juin, Johannesburg, Ellis Park Stadium | 24 juin, Johannesburg, Ellis Park Stadium |
|  | Samoa occidentales                         | 14                                         | Afrique du Sud                             | 15                                         |                                     |                                     |    |  |                                           |                                           |
|  | 11 juin, Le Cap, Newlands Stadium          |                                            | Afrique du Sud                             | 15                                         |                                     |                                     |    |  |                                           |                                           |
|  |                                            | Nouvelle-Zélande                           | 12                                         |                                            |                                     |                                     |    |  |                                           |                                           |
|  | Angleterre                                 | Nouvelle-Zélande                           | 12                                         | 25                                         |                                     |                                     |    |  |                                           |                                           |
|  | Angleterre                                 | 18 juin, Le Cap, Newlands Stadium          |                                            | 25                                         |                                     |                                     |    |  |                                           |                                           |
|  | Australie                                  | 22                                         |                                            |                                            |                                     |                                     |    |  |                                           |                                           |
|  | Australie                                  | 22                                         | Nouvelle-Zélande                           | 45                                         |                                     |                                     |    |  |                                           |                                           |
|  | 11 juin, Pretoria, Loftus Versfeld Stadium | 11 juin, Pretoria, Loftus Versfeld Stadium | Nouvelle-Zélande                           | 45                                         | Match pour la 3e place              | Match pour la 3e place              |    |  |                                           |                                           |
|  | 11 juin, Pretoria, Loftus Versfeld Stadium | 11 juin, Pretoria, Loftus Versfeld Stadium |                                            | Angleterre                                 | Match pour la 3e place              | Match pour la 3e place              | 29 |  |                                           |                                           |
|  | Nouvelle-Zélande                           | 48                                         | 22 juin, Pretoria, Loftus Versfeld Stadium | 22 juin, Pretoria, Loftus Versfeld Stadium |                                     |                                     | 29 |  |                                           |                                           |
|  | Nouvelle-Zélande                           | 48                                         | 22 juin, Pretoria, Loftus Versfeld Stadium | 22 juin, Pretoria, Loftus Versfeld Stadium |                                     |                                     |    |  |                                           |                                           |
|  | Écosse                                     | 30                                         |                                            | France                                     | 19                                  |                                     |    |  |                                           |                                           |
|  | Écosse                                     | 30                                         |                                            | France                                     | 19                                  |                                     |    |  |                                           |                                           |
|  |                                            |                                            |                                            |                                            |                                     |                                     |    |  | Angleterre                                | 9                                         |
|  |                                            |                                            |                                            |                                            |                                     |                                     |    |  | Angleterre                                | 9                                         |

#### Quarts de finale
| 10 juin 1995 13:10 UTC+2 | France | 36 – 12 (12–12) | Irlande                                  | Kings Park Stadium Durban 20 000 spectateurs Arbitre : Ed Morrison |
| 10 juin 1995 13:10 UTC+2 | Essai(s) : 2 P Saint-André 78e ; É Ntamack 80e Transformation(s) : 1/2 Lacroix 78e Pénalité(s) : 8 Lacroix 7e, 19e, 30e, 39e, 40e, 50e, 70e, 72e |                 | Pénalité(s) : 4 Elwood 4e, 15e, 23e, 39e | Kings Park Stadium Durban 20 000 spectateurs Arbitre : Ed Morrison |
| 10 juin 1995 13:10 UTC+2 | |                 |                                          | Kings Park Stadium Durban 20 000 spectateurs Arbitre : Ed Morrison |

| 10 juin 1995 15:30 UTC+2 | Afrique du Sud | 42 – 14 (23–0) | Samoa occidentales                                                                 | Ellis Park Stadium Johannesburg 54 169 spectateurs Arbitre : Jim Fleming |
| 10 juin 1995 15:30 UTC+2 | Essai(s) : 6 Williams 17e, 35e, 47e, 77e Rossouw 40e + 1 ; Andrews 50e Transformation(s) : 3/6 G Johnson 40e + 2, 48e, 78e Pénalité(s) : G Johnson 9e, 27e |                | Essai(s) : 2 Nu'uali'itia 69e ; Tatupu 75e Transformation(s) : Fa'amasino 70e, 76e | Ellis Park Stadium Johannesburg 54 169 spectateurs Arbitre : Jim Fleming |
| 10 juin 1995 15:30 UTC+2 | |                |                                                                                    | Ellis Park Stadium Johannesburg 54 169 spectateurs Arbitre : Jim Fleming |

| 11 juin 1995 13:10 UTC+2 | Australie                                                                                          | 22 - 25 (6–13) | Angleterre | Newlands Stadium Le Cap 35 448 spectateurs Arbitre : David Bishop |
| 11 juin 1995 13:10 UTC+2 | Essai(s) : D Smith 41e Transformation(s) : Lynagh Pénalité(s) : 5 Lynagh 2e, 40e + 2 47e, 58e, 63e |                | Essai(s) : T Underwood 20e Transformation(s) : R Andrew Pénalité(s) : 5 R Andrew 4e, 8e, 45e, 60e, 77e Drop(s) : R Andrew 82e | Newlands Stadium Le Cap 35 448 spectateurs Arbitre : David Bishop |
| 11 juin 1995 13:10 UTC+2 | |                | | Newlands Stadium Le Cap 35 448 spectateurs Arbitre : David Bishop |

| 11 juin 1995 15:30 UTC+2 | Nouvelle-Zélande | 48 – 30 (24–9) | Écosse | Loftus Versfeld Stadium Pretoria 28 000 spectateurs Arbitre : Derek Bevan |
| 11 juin 1995 15:30 UTC+2 | Essai(s) : 6 W Little 5e, 20e ; Lomu 27e Mehrtens 43e ; Bunce 48e ; Fitzpatrick 63e Transformation(s) : 6/6 Mehrtens 6e, 20e, 27e, 44e, 49e, 64e Pénalité(s) : 2 Mehrtens 33e, 74e |                | Essai(s) : 3 Weir 46e, 67e ; S Hastings 76e Transformation(s) : 3/3 G Hastings Pénalité(s) : 3 G Hastings 9e, 15e, 38e | Loftus Versfeld Stadium Pretoria 28 000 spectateurs Arbitre : Derek Bevan |
| 11 juin 1995 15:30 UTC+2 | |                | | Loftus Versfeld Stadium Pretoria 28 000 spectateurs Arbitre : Derek Bevan |

#### Demi-finales
Le samedi 17 juin 1995, la France est opposée à l'Afrique du Sud, dans le stade Kings Park de Durban. La pelouse est inondée et le coup d'envoi de cette première demi-finale est retardé. Le match se déroule tout de même mais dans des conditions difficiles. Les Springboks gagnent par 19 à 15 et se qualifient pour la finale. Le journaliste Richard Place de France Info note que « l'arbitre refuse trois essais aux Français et celui qu'il accorde à l'Afrique du Sud n’est pas valable. Son auteur, Ruben Kuger l'a lui-même reconnu. ».
Il est à noter que des doutes furent émis sur l'arbitrage de ce match ; des rumeurs sur le fait que l'arbitre gallois Derek Bevan aurait été acheté firent leur apparition après la Coupe du monde. Toutefois, l'arbitrage vidéo n'existait pas à l'époque. Pierre Berbizier considère que cette Coupe du monde est probablement l'une des plus grandes escroqueries de l'histoire du sport.
| 17 juin 1995 16:30 UTC+2 | Afrique du Sud                                                                                     | 19 – 15 (10–6) | France                                         | Kings Park Stadium, Durban 49 773 spectateurs Arbitre : Derek Bevan |
| 17 juin 1995 16:30 UTC+2 | Essai(s) : Kruger 26e Transformation(s) : Stransky 27e Pénalité(s) : 4 Stransky 21e, 43e, 46e, 69e |                | Pénalité(s) : 5 Lacroix 35e, 37e,44e, 57e, 75e | Kings Park Stadium, Durban 49 773 spectateurs Arbitre : Derek Bevan |
| 17 juin 1995 16:30 UTC+2 | |                |                                                | Kings Park Stadium, Durban 49 773 spectateurs Arbitre : Derek Bevan |

Le match de Jonah Lomu face à l'Angleterre en demi-finale reste dans les mémoires avec quatre essais et une victoire 45 à 29; il reçoit des louanges de toutes parts dans les commentaires d'après-match et il devient la figure emblématique de la Coupe du monde de rugby à XV 1995,,. 
| 18 juin 1995 15:00 UTC+2 | Angleterre | 29 – 45 (3–25) | Nouvelle-Zélande | Newlands Stadium Le Cap 43 414 spectateurs Arbitre : Stephen Hilditch |
| 18 juin 1995 15:00 UTC+2 | Essai(s) : 4 R.Underwood 58e, 81e : Carling 68e, 73e Transformation(s) : 3/4 Andrew 59e, 68e, 73e Pénalité(s) : Andrew 21e |                | Essai(s) : 6 Lomu 3e, 26e, 42e, 71e Kronfeld 5e ; Bachop 51e Transformation(s) : 3/6 Mehrtens 3e, 5e, 71e Pénalité(s) : Mehrtens 12e Drop(s) : 2 Z.Brooke 20e ; Mehrtens 81e | Newlands Stadium Le Cap 43 414 spectateurs Arbitre : Stephen Hilditch |
| 18 juin 1995 15:00 UTC+2 | |                | | Newlands Stadium Le Cap 43 414 spectateurs Arbitre : Stephen Hilditch |

#### Match pour  la troisième place
(mt : 3-3)
Homme du match :

Points marqués :

 France
- 2 essais :
Roumat 59e
Ntamack 81e
- 3 pénalités :
Lacroix 40e+1, 42e, 57e

 Angleterre
- 3 pénalités :
Andrew 27e, 49e, 62e

Évolution du score :
3-0, 3-3, mt, 3-6, 6-6, 6-9, 6-14, 9-14, 9-19
Arbitre : David Bishop 
Résumé
| France Titulaires Emile Ntamack 15 Jean-Luc Sadourny 14 Philippe Sella 13 Thierry Lacroix 12 Philippe Saint-André 11 Franck Mesnel 10 Fabien Galthié 9 Albert Cigagna 8 Laurent Cabannes 7 Abdelatif Benazzi 6 Olivier Roumat 5 Olivier Merle 4 Christian Califano 3 Jean-Michel Gonzalez 2 Laurent Benezech 1 |  |  |  | Angleterre Titulaires 15 Mike Catt 14 Ian Hunter 13 Will Carling 12 Jeremy Guscott 11 Rory Underwood 10 Rob Andrew 9 Dewi Morris 8 Steve Ojomoh 7 Ben Clarke 6 Tim Rodber 5 Martin Bayfield 4 Martin Johnson 3 Victor Ubogu 2 Brian Moore 1 Jason Leonard |

#### Finale
(mt : 9-6)

Homme du match : 
Points marqués :
 Afrique du Sud
- 3 pénalités : Stransky 11e, 22e, 92e
- 2 drops : Stransky 32e, 94e

 Nouvelle-Zélande
- 3 pénalités : Mehrtens 6e, 14e, 82e
- 1 drop : Mehrtens 55e

Évolution du score :
0-3, 3-3, 3-6, 6-6, 9-6 mt, 9-9 tr, 9-12, 12-12, 15-12.
Arbitre : Ed Morrison 
Résumé
Au début du match, un Boeing 747 de South African Airways fait deux passages à très basse altitude au-dessus du stade, portant inscrit sous son fuselage « Good Luck Bokke » (Bonne chance Boks). La défense des Springboks pour contrer Lomu consiste à  placer deux ou trois joueurs sur le grand côté, ne lui laissant ainsi pas d'espace. Aucun essai n'est marqué et le score est de 9 partout après 80 minutes, Andrew Mehrtens manquant quatre tentatives de drop, dont la dernière à deux minutes de la fin. Chaque équipe marque une pénalité dans la première partie du temps additionnel et l'Afrique du Sud s'impose grâce à un drop de Stransky à huit minutes de la fin.
Plus tard est révélé que la moitié de l'équipe néo-zélandaise a été victime d'une intoxication alimentaire deux jours avant la finale. Certains témoignages, tels celui du manager néo-zélandais Colin Meads ou du garde du corps sud-africain chargé de la sécurité des All Blacks, Rory Steyn,, parlent même d'un empoisonnement. L'entraîneur néo-zélandais Laurie Mains embaucha un détective privé qui désigna comme coupable une mystérieuse serveuse dénommée Suzie.
| Afrique du Sud Titulaires André Joubert 15 James Small 14 Japie Mulder 13 Hennie Le Roux 12 Chester Williams 11 Joel Stransky 10 Joost van der Westhuizen 9 Mark Andrews 8 Ruben Kruger 7 Francois Pienaar 6 Hannes Strydom 5 Kobus Wiese 4 Balie Swart 3 Chris Rossouw 2 Os du Randt 1 |  |  |  | Nouvelle-Zélande Titulaires 15 Glen Osborne 14 Jeff Wilson 13 Frank Bunce 12 Walter Little 11 Jonah Lomu 10 Andrew Mehrtens 9 Graeme Bachop 8 Zinzan Brooke 7 Josh Kronfeld 6 Mike Brewer 5 Robin Brooke 4 Ian Jones 3 Olo Brown 2 Sean Fitzpatrick 1 Craig Dowd |

## Statistiques

### Meilleurs marqueurs d'essais
- 7 essais :
  - Marc Ellis  Nouvelle-Zélande
  - Jonah Lomu  Nouvelle-Zélande
- 5 essais :
  - Gavin Hastings  Écosse
  - Rory Underwood  Angleterre

### Meilleurs réalisateurs
Performances des dix meilleurs réalisateurs :
| Rang | Joueurs         | Équipes          | Matchs | Points | Points / match | Essais | Transf. | Pénalités | Drops |
| ---- | --------------- | ---------------- | ------ | ------ | -------------- | ------ | ------- | --------- | ----- |
| 1    | Thierry Lacroix | France           | 6      | 112    | 18,7           | 4      | 7       | 26        | 0     |
| 2    | Gavin Hastings  | Écosse           | 4      | 104    | 26,0           | 5      | 14      | 17        | 0     |
| 3    | Andrew Mehrtens | Nouvelle-Zélande | 5      | 84     | 16,8           | 1      | 14      | 14        | 3     |
| 4    | Rob Andrew      | Angleterre       | 5      | 79     | 15,8           | 0      | 5       | 20        | 3     |
| 5    | Joel Stransky   | Afrique du Sud   | 5      | 61     | 12,2           | 1      | 4       | 13        | 3     |
| 6    | Michael Lynagh  | Australie        | 3      | 47     | 15,7           | 2      | 5       | 9         | 0     |
| 7    | Simon Culhane   | Nouvelle-Zélande | 1      | 45     | 45,0           | 1      | 20      | 0         | 0     |
| 8    | Neil Jenkins    | Pays de Galles   | 3      | 44     | 14,6           | 0      | 7       | 8         | 2     |
| 9    | Diego Dominguez | Italie           | 3      | 39     | 13,0           | 1      | 5       | 7         | 1     |
| 10   | Jonah Lomu      | Nouvelle-Zélande | 5      | 35     | 7,0            | 7      | 0       | 0         | 0     |